# Strophe royale
La strophe royale ou rime(s) royale(s) (en anglais : rhyme royal) est, en poésie anglaise, une strophe composée de sept décasyllabes dont les rimes suivent la forme ABABBCC. 

## Historique
La strophe royale est attestée pour la première fois chez Geoffrey Chaucer au XIVe siècle.

## Exemples
Seulette suis et seulette veux être,

Seulette m'a mon doux ami laissée.

Seulette suis, sans compagnon ni maître, 

Seulette suis, dolente et courroucée,

Seulette suis, en langueur malaisée,

Seulette suis, plus que nulle égarée,

Seulette suis, sans ami demeurée.
(Christine de Pisan, Ballade)
Je meurs de soif, en cousté la fontaine;

Tremblant de froit ou feu des amoureux;

Aveugle suis, et si les autres maine;

Povre de sens, entre saichans, l’un d’eulx;

Trop négligent, en vain souvent soigneux;

C’est de mon fait une chose faiée,

En bien et mal par fortune menée.
(Charles d'Orleans, BALLADE II),
Sweet empty sky of June without a stain,

Faint, gray-blue dewy mists on far-off hills,

Warm, yellow sunlight flooding mead and plain,

That each dark copse and hollow overfills;

The rippling laugh of unseen, rain-fed rills,

Weeds delicate-flowered, white and pink and gold,

A murmur and a singing manifold. 
(Emma Lazarus, I. Youth, Epochs)
Tempestas tristis argumento maesto

Videtur apta, bene et convenire.

Sic erat quando scribere eram praesto

Tragoediam hanc, inclemens caelum mire

Cum grandines ab Ariete qui prodire

Solent, coeperunt Borea sic descendere,

Ut vix a frigore potui me defendere.
(Geoffrey Chaucer, Amorum Troili et Creseidae Libri Quinque, traduit par Francis Kynaston)